# Kanton La Garde
Kanton Garde is een kanton van het Franse departement Var. Kanton La Garde maakt deel uit van het arrondissement Toulon en telt 45.200 inwoners in 2018.

## Gemeenten
Het kanton La Garde omvatte tot 2014 de volgende 2 gemeenten:
- La Garde (hoofdplaats)
- Le Pradet

Door het decreet van 27 februari 2014, met uitwerking op 22 maart 2015, werd daar de gemeente:
- Carqueiranne

aan toegevoegd.